# Duganella levis
Duganella levis es una bacteria gramnegativa del género Duganella. Fue descrita en el año 2020. Su etimología hace referencia a plana. Es anaerobia facultativa y móvil por dos flagelos. Tiene un tamaño de 0,7-0,9 μm de ancho por 2,1-2,7 μm de largo. Forma colonias circulares y convexas. Temperatura de crecimiento entre 4-30 °C, óptima de 24 °C. Es sensible a amikacina, gentamicina, kanamicina, neomicina, doxicicilna, norfloxacino y ciprofloxacino. Resistente a oxacilina y clindamicina. Catalasa y oxidasa positivas. Tiene un contenido de G+C de 62,5%. Se ha aislado de un río en China. 